# Paraliparis tompkinsae
Paraliparis tompkinsae és una espècie de peix pertanyent a la família dels lipàrids.

## Hàbitat
És un peix marí i batidemersal que viu entre 1.976 i 2.068 m de fondària.

## Distribució geogràfica
Es troba a l'oceà Antàrtic: l'est de les illes Òrcades del Sud.

## Observacions
És inofensiu per als humans.